# UCI Oceania Tour 2009-2010
L'UCI Oceania Tour 2009-2010 és la sisena edició de l'UCI Oceania Tour, un dels cinc circuits continentals de ciclisme de la Unió Ciclista Internacional. Està format per cinc proves, organitzades entre l'11 d'octubre de 2009 i el 31 de gener de 2010 a Oceania.
La victòria fou per l'australià Michael Matthews, vencedor també del Campionat del món en ruta sub-23.

## Calendari de les proves

### Octubre de 2009
| Data  | Cursa           | Cat. | Vencedor        | Equip             |
| ----- | --------------- | ---- | --------------- | ----------------- |
| 11-17 | Herald Sun Tour | 2.1  | Bradley Wiggins | Garmin-Slipstream |

### Novembre de 2009
| Data | Cursa                                 | Cat. | Vencedor         | Equip                    |
| ---- | ------------------------------------- | ---- | ---------------- | ------------------------ |
| 2-7  | Tour de Southland                     | 2.2  | Heath Blackgrove | Zookeepers-Cycle Surgery |
| 13   | Campionat d'Oceania de contrarellotge | CC   | Drew Ginn        | Austràlia                |
| 15   | Campionat d'Oceania en ruta           | CC   | Michael Matthews | Austràlia                |

### Gener de 2010
| Data  | Cursa              | Cat. | Vencedor         | Equip       |
| ----- | ------------------ | ---- | ---------------- | ----------- |
| 27-31 | Tour de Wellington | 2.2  | Michael Torckler | Cardno Team |

## Classificacions finals
| Pos | Ciclista                 | Equip                  | Punts |
| --- | ------------------------ | ---------------------- | ----- |
| 1.  | Michael Matthews (AUS) * | Team Jayco-Skins       | 235   |
| 2.  | Thor Hushovd (NOR)       | Cervélo TestTeam       | 200   |
| 3.  | Jonathan Cantwell (AUS)  | Fly V Australia        | 95    |
| 4.  | Jack Bauer (NZL)         | Endura Racing          | 93    |
| 5.  | Heath Blackgrove (NZL)   | -                      | 85    |
| 6.  | Yukiya Arashiro (JPN)    | BBox Bouygues Telecom  | 80    |
| 7.  | Matt Marshall (NZL) *    | -                      | 70    |
| 8.  | John Degenkolb (GER) *   | Thüringer Energie      | 70    |
| 9.  | Romain Feillu (FRA)      | Vacansoleil            | 70    |
| 10. | Taylor Phinney (USA) *   | Trek Livestrong sub-23 | 60    |

| Pos | Equip                    | País          | Punts |
| --- | ------------------------ | ------------- | ----- |
| 1.  | Team Jayco-Skins         | Austràlia     | 267   |
| 2.  | Fly V Australia          | Austràlia     | 248   |
| 3.  | Cervélo TestTeam         | Suïssa        | 206   |
| 4.  | Endura Racing            | Regne Unit    | 93    |
| 5.  | BBox Bouygues Telecom    | França        | 83    |
| 6.  | Drapac Porsche           | Austràlia     | 79    |
| 7.  | Thüringer Energie        | Alemanya      | 78    |
| 8.  | Vacansoleil              | Països Baixos | 73    |
| 9.  | Trek Livestrong sub-23   | Estats Units  | 65,66 |
| 10. | SpiderTech-Planet Energy | Canadà        | 40    |

| Pos | País         | Punts  |
| --- | ------------ | ------ |
| 1.  | Austràlia    | 1.281  |
| 2.  | Nova Zelanda | 548,48 |

| Pos | País         | Punts  |
| --- | ------------ | ------ |
| 1.  | Austràlia    | 605,5  |
| 2.  | Nova Zelanda | 199,16 |